# Électeurs individuels
Les « Électeurs individuels » (en anglais, Individual Voters) sont, de 1962 à 2021 aux Samoa, des citoyens samoans autochtones métissés ou non-autochtones inscrits sur une liste électorale dédiée et élisant deux représentants à l'Assemblée législative des Samoa.

## Histoire
Les Samoa-Occidentales sont une colonie allemande de 1899 à 1914, puis une colonie néo-zélandaise jusqu'en 1962. Dans le même temps, les Samoa orientales voisines sont une colonie des États-Unis.
Aux Samoa néo-zélandaises, les premières élections législatives (en) se tiennent en 1924. Seuls quelque 200 colons et métis fortunés sont autorisés à élire trois représentants au Conseil législatif dominé par des membres nommés par le gouverneur colonial. Les autochtones non-métis ne sont pas autorisés à voter. Dans les années 1920 éclate le mouvement Mau, mouvement anti-colonial pacifique de non-coopération avec les autorités coloniales. En 1939, le nouveau Premier ministre de Nouvelle-Zélande, le travailliste Michael Savage, autorise le Mau et entame un processus d'autonomie politique pour les Samoa-Occidentales. Les élections législatives samoanes de 1948 élisent la première Assemblée législative comprenant onze autochtones tenant le titre de matai (chef) et choisis par le Fono o Faipule, assemblée autochtone, et cinq députés élus collectivement par les métis et les personnes non-autochtones,.
Une convention constitutionnelle en 1954 réforme le mode d'élection en amont des élections de 1957 (en) : L'Assemblée compte dès lors quarante-et-un représentants autochtones, matai élus au suffrage direct par les matai, et cinq représentants élus par et parmi les métis et les non-autochtones. 
Le pays accède à l'indépendance en 1962 et conserve ce système électoral. Ainsi, pour les élections de 1964 (en), les premières après l'indépendance, les autochtones matai élisent quarante-cinq représentants matai, tandis que le nombre de sièges pour les métis et les non-autochtones, désormais appelés « électeurs individuels », est réduit à deux. Les métis ayant un titre de matai peuvent choisir de s'inscrire sur les listes électorales autochtones ou bien sur la liste des « électeurs individuels ». Ces derniers, au nombre de 1 225 en 1964, doivent leur qualificatif d'« électeurs individuels » au fait qu'ils ne sont pas rattachés à une société coutumière autochtone villageoise, et qu'ils votent au suffrage universel direct au lieu d'être représentés par des chefs. (Un électeur autochtone, contrairement à un électeur individuel, est un chef qui vote en principe au nom de sa communauté et non pas simplement à titre individuel.) Chaque « électeur individuel » peut voter pour deux candidats, dans une unique circonscription couvrant l'ensemble du territoire national. 
En 2010, un amendement à la loi électorale restreint aux matai l'éligibilité des « électeurs individuels ». La circonscription est scindée en deux pour les élections de 2016 : « est » et « ouest ». En amont des élections de 2021, les sièges réservés aux « électeurs individuels », et le statut de ces derniers, sont abrogés. Les citoyens non-autochtones ou métis votent désormais sur les mêmes listes et dans les mêmes circonscriptions que leurs compatriotes autochtones.

## Résultats électoraux
Les résultats des élections législatives dans la circonscription des électeurs individuels sont les suivants.

### 1964
| Candidat | Candidat                 | Parti          | Voix | Pourcentage | Résultat | Remarques                                                       |
| -------- | ------------------------ | -------------- | ---- | ----------- | -------- | --------------------------------------------------------------- |
|          | Fred Betham              | sans étiquette | 641  | 38,3        | réélu    | ministre sortant des Finances                                   |
|          | Frank Nelson             | sans étiquette | 559  | 33,4        | réélu    | ministre sortant des Travaux publics ; mort en fonction en 1967 |
|          | Thomas Allan             | sans étiquette | 460  | 27,5        |          |                                                                 |
|          | bulletins blancs ou nuls | -              | 13   | -           | -        | -                                                               |

### 1967
| Candidat | Candidat                 | Parti          | Voix | Pourcentage | Résultat | Remarques                     |
| -------- | ------------------------ | -------------- | ---- | ----------- | -------- | ----------------------------- |
|          | Peter Paul               | sans étiquette | 581  | 32,7        | élu      |                               |
|          | Fred Betham              | sans étiquette | 534  | 30,0        | réélu    | ministre sortant des Finances |
|          | Thomas Ott               | sans étiquette | 421  | 23,7        |          |                               |
|          | Peter Plowman (en)       | sans étiquette | 225  | 12,7        |          |                               |
|          | bulletins blancs ou nuls | -              | 17   | -           | -        | -                             |

### 1970
| Candidat | Candidat                 | Parti          | Voix | Pourcentage | Résultat | Remarques                                                                       |
| -------- | ------------------------ | -------------- | ---- | ----------- | -------- | ------------------------------------------------------------------------------- |
|          | Fred Betham              | sans étiquette | 586  | 34,1        | réélu    | démissionne en 1971 ; Sam Saili remporte l'élection partielle pour lui succéder |
|          | Thomas Ott               | sans étiquette | 388  | 22,6        | élu      |                                                                                 |
|          | Sam Saili                | sans étiquette | 352  | 20,5        |          |                                                                                 |
|          | Paul Meyer               | sans étiquette | 214  | 12,4        |          |                                                                                 |
|          | Thomas Allan             | sans étiquette | 161  | 9,4         |          |                                                                                 |
|          | bulletins blancs ou nuls | -              | 19   | -           | -        | -                                                                               |

### 1973
| Candidat | Candidat                 | Parti          | Voix | Pourcentage | Résultat      | Remarques |
| -------- | ------------------------ | -------------- | ---- | ----------- | ------------- | --------- |
|          | Alfonso Philipp          | sans étiquette | 564  | 36,6        | élu           |           |
|          | Sam Saili                | sans étiquette | 505  | 32,8        | réélu         |           |
|          | Thomas Ott               | sans étiquette | 468  | 30,4        | sortant battu |           |
|          | bulletins blancs ou nuls | -              | 3    | -           | -             | -         |

### 1976
| Candidat | Candidat                 | Parti          | Voix | Pourcentage | Résultat      | Remarques                       |
| -------- | ------------------------ | -------------- | ---- | ----------- | ------------- | ------------------------------- |
|          | Sam Saili                | sans étiquette | 420  | 25,4        | réélu         | ministre sortant des Finances   |
|          | Sina Annandale           | sans étiquette | 375  | 22,7        | élue          |                                 |
|          | Thomas Ott               | sans étiquette | 347  | 21,0        |               |                                 |
|          | Alfonso Philipp          | sans étiquette | 294  | 17,8        | sortant battu | ministre sortant de l'Éducation |
|          | Martin Kleis             | sans étiquette | 206  | 12,4        |               |                                 |
|          | bulletins blancs ou nuls | -              | 13   | -           | -             | -                               |

### 1979
| Candidat | Candidat                 | Parti          | Voix | Pourcentage | Résultat | Remarques                                                                        |
| -------- | ------------------------ | -------------- | ---- | ----------- | -------- | -------------------------------------------------------------------------------- |
|          | George Lober             | sans étiquette | 381  | 27,8        | élu      |                                                                                  |
|          | Ron Berking              | sans étiquette | 293  | 21,4        | élu      | assassiné en 1980 ; Jack Netzler remporte l'élection partielle pour lui succéder |
|          | Peter Paul               | sans étiquette | 257  | 18,8        |          |                                                                                  |
|          | Patrick Ryan             | sans étiquette | 178  | 13,0        |          |                                                                                  |
|          | Georgina Moore           | sans étiquette | 158  | 11,5        |          |                                                                                  |
|          | Frances Moore            | sans étiquette | 103  | 7,5         |          |                                                                                  |
|          | bulletins blancs ou nuls | -              | ?    | -           | -        | -                                                                                |

### 1982
| Candidat | Candidat                 | Parti     | Voix | Pourcentage | Résultat      | Remarques |
| -------- | ------------------------ | --------- | ---- | ----------- | ------------- | --------- |
|          | Jack Netzler             | PPDH      | 627  | 32,0        | réélu         |           |
|          | Peter Rasmussen          | (inconnu) | 490  | 25,0        | élu           |           |
|          | George Lober             | PPDH      | 461  | 23,5        | sortant battu |           |
|          | Charles Stanley          | (inconnu) | 236  | 12,0        |               |           |
|          | Jack Ah Loo              | (inconnu) | 92   | 4,7         |               |           |
|          | Richard Schwalger        | (inconnu) | 54   | 2,8         |               |           |
|          | bulletins blancs ou nuls | -         | ?    | -           | -             | -         |

### 1985
| Candidat | Candidat                 | Parti     | Voix | Pourcentage | Résultat      | Remarques |
| -------- | ------------------------ | --------- | ---- | ----------- | ------------- | --------- |
|          | Jack Netzler             | PPDH      | 620  | 26,6        | réélu         |           |
|          | George Lober             | PPDH      | 577  | 24,8        | élu           |           |
|          | Peter Rasmussen          | (inconnu) | 561  | 24,1        | sortant battu |           |
|          | Herman Westerlund        | (inconnu) | 511  | 22,0        |               |           |
|          | Peter Meredith           | (inconnu) | 59   | 2,5         |               |           |
|          | bulletins blancs ou nuls | -         | 0    | -           | -             | -         |

### 1988
| Candidat | Candidat                 | Parti     | Voix | Pourcentage | Résultat | Remarques |
| -------- | ------------------------ | --------- | ---- | ----------- | -------- | --------- |
|          | Jack Netzler             | PPDH      | 791  | 40,5        | réélu    |           |
|          | Joe Keil                 | PPDH      | 769  | 39,3        | élu      |           |
|          | Oka Chan Kum Tong        | (inconnu) | 198  | 10,1        |          |           |
|          | Edward Schwalger         | (inconnu) | 105  | 5,4         |          |           |
|          | Thomas Annandale         | (inconnu) | 89   | 4,6         |          |           |
|          | bulletins blancs ou nuls | -         | 3    | -           | -        | -         |

### 1991
| Candidat | Candidat                 | Parti     | Voix  | Pourcentage | Résultat | Remarques |
| -------- | ------------------------ | --------- | ----- | ----------- | -------- | --------- |
|          | Jack Netzler             | PPDH      | 1 123 | 40,8        | réélu    |           |
|          | Joe Keil                 | PPDH      | 1 016 | 36,9        | réélu    |           |
|          | Bernard Meredith         | (inconnu) | 606   | 22,0        |          |           |
|          | bulletins blancs ou nuls | -         | 10    | -           | -        | -         |

### 1996
| Candidat | Candidat                 | Parti     | Voix | Pourcentage | Résultat | Remarques |
| -------- | ------------------------ | --------- | ---- | ----------- | -------- | --------- |
|          | Jack Netzler             | PPDH      | 474  | 27,5        | réélu    |           |
|          | Joe Keil                 | PPDH      | 402  | 23,4        | réélu    |           |
|          | Laisam Tautai            | (inconnu) | 287  | 16,7        |          |           |
|          | Bernard Meredith         | (inconnu) | 231  | 13,4        |          |           |
|          | Martin Kleis             | (inconnu) | 193  | 11,2        |          |           |
|          | Ioane Gordlina           | (inconnu) | 70   | 4,1         |          |           |
|          | David Parker             | (inconnu) | 64   | 3,7         |          |           |
|          | bulletins blancs ou nuls | -         | 0    | -           | -        | -         |

### 2001
| Candidat | Candidat                 | Parti     | Voix | Pourcentage | Résultat      | Remarques                                                                                           |
| -------- | ------------------------ | --------- | ---- | ----------- | ------------- | --------------------------------------------------------------------------------------------------- |
|          | Joe Keil                 | PPDH      | 485  | 18,2        | réélu         | |
|          | Chan Chui Van Sung       | (inconnu) | 426  | 16,0        | élu           | Meurt peu après son élection. Niko Lee Hang (PPDH) remporte l'élection partielle pour lui succéder. |
|          | Tautulu Roebeck          | (inconnu) | 402  | 15,1        |               | |
|          | Jack Netzler             | PPDH      | 365  | 13,7        | sortant battu | |
|          | Elaine Silva             | (inconnu) | 335  | 12,6        |               | |
|          | Nicholas Levy            | (inconnu) | 322  | 12,1        |               | |
|          | Laisam Tautai            | (inconnu) | 321  | 12,1        |               | |
|          | bulletins blancs ou nuls | -         | 2    | -           | -             | -                                                                                                   |

### 2006
| Candidat | Candidat                 | Parti                | Voix  | Pourcentage | Résultat | Remarques |
| -------- | ------------------------ | -------------------- | ----- | ----------- | -------- | --------- |
|          | Niko Lee Hang            | PPDH                 | 1 040 | 30,5        | réélu    |           |
|          | Joe Keil                 | PPDH                 | 725   | 21,3        | réélu    |           |
|          | Edward Wilson            | sans étiquette       | 414   | 12,1        |          |           |
|          | Taimang Jensen           | PDSU (en)            | 389   | 11,4        |          |           |
|          | Farrell Craig            | Parti des Samoa (en) | 357   | 10,5        |          |           |
|          | Hymel Godinet            | Parti des Samoa      | 284   | 8,3         |          |           |
|          | Edward Hunt              | PDSU                 | 101   | 3,0         |          |           |
|          | Elaine Silva             | Parti chrétien (en)  | 100   | 2,9         |          |           |
|          | bulletins blancs ou nuls | -                    | ?     | -           | -        | -         |

### 2011
Pour ces élections, les candidats ont dû acquérir chacun un titre de matai, indiqué au début de leur nom.
| Candidat | Candidat                      | Parti          | Voix  | Pourcentage | Résultat | Remarques                                          |
| -------- | ----------------------------- | -------------- | ----- | ----------- | -------- | -------------------------------------------------- |
|          | Papali'itele Niko Lee Hang    | PPDH           | 1 635 | 31,5        | réélu    |                                                    |
|          | Maualaivao Pat Ah Him (en)    | sans étiquette | 1 379 | 26,6        | élu      | Se joint au PPDH immédiatement après son élection. |
|          | Faleomavaega Vincent Fepuleai | PPDH           | 897   | 17,3        |          |                                                    |
|          | Tamaleta Taimang Jensen       | Tautua Samoa   | 770   | 14,8        |          |                                                    |
|          | Muliagatele Alfred Hunt       | Tautua Samoa   | 462   | 8,9         |          |                                                    |
|          | Tupa Anthony Brown            | sans étiquette | 414   | 12,1        |          |                                                    |
|          | bulletins blancs ou nuls      | -              | ?     | -           | -        | -                                                  |

### 2016
Pour ces élections, la circonscription des électeurs individuels est scindée en deux : « ouest » et « est ». Ce sont les dernières élections où les minorités ethniques ont droit à des sièges réservés.
Ouest
| Candidat | Candidat                   | Parti | Voix  | Pourcentage | Résultat      | Remarques |
| -------- | -------------------------- | ----- | ----- | ----------- | ------------- | --------- |
|          | Leatinu'u Wayne Fong       | PPDH  | 1 198 | 37,4        | élu           |           |
|          | Maualaivao Pat Ah Him (en) | PPDH  | 1 096 | 34,2        | sortant battu |           |
|          | Matafeo Tanielu Aiafi      | PPDH  | 881   | 27,5        |               |           |
|          | Matamua Fred Amoa          | PPDH  | 26    | 0,8         |               |           |
|          | bulletins blancs ou nuls   | -     | 6     | -           | -             | -         |

Est
| Candidat | Candidat                        | Parti          | Voix  | Pourcentage | Résultat | Remarques |
| -------- | ------------------------------- | -------------- | ----- | ----------- | -------- | --------- |
|          | Papali'itele Niko Lee Hang      | PPDH           | 1 360 | 76,4        | réélu    |           |
|          | Pulemagafa Mara Coffin Hunter   | sans étiquette | 326   | 18,8        |          |           |
|          | Namulauulu Nuualofa Tuuai-Potoi | PPDH           | 49    | 2,8         |          |           |
|          | bulletins blancs ou nuls        | -              | 45    | -           | -        | -         |